# Dmitrij Pogodin
Dmitrij Dmitrijewicz Pogodin (ros. Дмитрий Дмитриевич Погодин, ur. 29 sierpnia?/11 września 1907 w Naro-Fominsku, zm. 13 września 1943 w obwodzie charkowskim) – radziecki wojskowy, pułkownik mianowany pośmiertnie generałem majorem wojsk pancernych, Bohater Związku Radzieckiego (1936).

## Życiorys
Urodził się w rodzinie robotniczej. Skończył 6 klas szkoły w Jegorjewsku i szkołę techniczną, pracował jako pomocnik majstra warsztatu w fabryce w Jegorjewsku, od 1931 służył w Armii Czerwonej. Od 1931 należał do WKP(b), w 1932 ukończył szkołę wojsk pancernych w Orle, a w 1934 kursy doskonalenia kadry dowódczej w Kazaniu, był dowódcą kompanii czołgów w Białoruskim Okręgu Wojskowym. Od października 1936 do marca 1937 w stopniu porucznika uczestniczył w wojnie domowej w Hiszpanii, wyróżnił się w walkach pod Pozuelo de Alarcón, gdzie dowodzona przez niego kompania czołgów zniszczyła 9 czołgów wroga. W 1939 ukończył Akademię Wojskową im. Frunzego, we wrześniu 1939 brał udział w zajmowaniu przez ZSRR Zachodniej Ukrainy, czyli agresji na Polskę, a 1939–1940 w wojnie z Finlandią. Był pomocnikiem naczelnika wojsk pancernych Leningradzkiego Okręgu Wojskowego, dowódcą oddziału zmechanizowanego i 1 pułku czołgów 1 Dywizji Pancernej. Od czerwca 1941 jako pułkownik uczestniczył w wojnie z Niemcami na Froncie Północnym, a od lipca 1941 Leningradzkim, potem został zastępcą dowódcy 123 Brygady Pancernej na Froncie Zachodnim, a w kwietniu 1942 dowódcą 108 Brygady Pancernej. Następnie był zastępcą dowódcy 30 Armii, zastępcą naczelnika wojsk pancernych i zmotoryzowanych Frontu Kalinińskiego i zastępcą dowódcy 1 Korpusu Zmechanizowanego Frontu Stepowego. Zginął w rejonie wsi Perekop w obwodzie charkowskim podczas operacji sumsko-pryłuckiej. 14 lutego 1944 pośmiertnie nadano mu stopień generała majora wojsk pancernych. Jego imieniem nazwano ulice w Naro-Fominsku i Włodzimierzu i szkołę średnią w Perekopie.

## Odznaczenia
- Złota Gwiazda Bohatera Związku Radzieckiego (31 grudnia 1936)
- Order Lenina (31 grudnia 1936)
- Order Czerwonego Sztandaru (27 września 1943)
- Order Wojny Ojczyźnianej I klasy
- Medal jubileuszowy „XX lat Robotniczo-Chłopskiej Armii Czerwonej” (1938)
- Medal „Za obronę Leningradu” (1943)